# Tioga County, Pennsylvania
Tioga County är ett administrativt område i delstaten Pennsylvania i USA, med 41 981 invånare. Den administrativa huvudorten (county seat) är Wellsboro.

## Politik
Tioga County tenderar att rösta på republikanerna i politiska val.
Republikanernas kandidat har vunnit rösterna i countyt i samtliga presidentval sedan valet 1916, utom valet 1964 då demokraternas kandidat vann countyt. I valet 2016 vann republikanernas kandidat med 73,6 procent av rösterna mot 21,1 för demokraternas kandidat.

## Geografi
Enligt United States Census Bureau har countyt en total area på 2 946 km². 2 937 km² av den arean är land och 9 km² är vatten.

### Angränsande countyn
- Steuben County, New York - nord
- Chemung County, New York - nordost
- Bradford County - öst
- Lycoming County - syd
- Potter County - väst